# Liste der Kulturgüter in Courtelary
Die Liste der Kulturgüter in Courtelary enthält alle Objekte in der Gemeinde Courtelary im Kanton Bern, die gemäss der Haager Konvention zum Schutz von Kulturgut bei bewaffneten Konflikten, dem Bundesgesetz vom 20. Juni 2014 über den Schutz der Kulturgüter bei bewaffneten Konflikten sowie der Verordnung vom 29. Oktober 2014 über den Schutz der Kulturgüter bei bewaffneten Konflikten unter Schutz stehen.
Objekte der Kategorie A sind im Gemeindegebiet nicht ausgewiesen, Objekte der Kategorie B sind vollständig in der Liste enthalten, Objekte der Kategorie C fehlen zurzeit (Stand: 6. Februar 2024). Unter übrige Baudenkmäler sind geschützte Objekte zu finden, die im Bauinventar des Kantons Bern als «schützenswert» verzeichnet sind.

## Kulturgüter
| Foto |                                                                    | Objekt                                                            | Kat. | Typ | Standort                               | Beschreibung |
| ---- | ------------------------------------------------------------------ | ----------------------------------------------------------------- | ---- | --- | -------------------------------------- | --- |
| BW   | Datei hochladen · Wikidata zu Ehemalige Fabrik Langel (Q112070089) | Ehemalige Fabrik Langel / Ancienne fabrique Langel KGS-Nr.: 16762 | A    | G   | Grand-Rue 49, 49a 572206 / 225302      | Ehemaliges Uhrenatelier Langel und Fabrikantenvilla. |
| ja   | Datei hochladen · Wikidata zu Schule (Q29652046)                   | Schule / Collège KGS-Nr.: 00859                                   | B    | G   | Grand-Rue 65 572521 / 225514           | 1908 erbautes Sekundarschulhaus im Heimatstil. Das monumentale Gebäude prägt das Ortsbild und wirkt durch die Staffelung der Baukörper sowie die unterschiedlichen Dachformen sehr abwechslungsreich. Hauptaugenmerk ist der zentrale Turm mit Spitzhelm und Uhrwerk. Die auf einem Sockelgeschoss ruhenden Fassaden bestehen aus Kalkstein- und Zementelementen, mit ihren lackierten Ziegeln und Friesen bieten sie ein farbenfrohes Erscheinungsbild. |
| ja   | Datei hochladen · Wikidata zu Schloss Courtelary (Q29652048)       | Amthaus / Préfecture (Altes Schloss) KGS-Nr.: 00860               | B    | G   | Rue de la Préfecture 2 572380 / 225441 | Kurz nach 1606 als Schloss des Fürstbischofs von Basel erbaut, heute als Bezirksverwaltung genutzt. Bemerkenswertes Herrenhaus unter grossem, mit Dachschmuck verziertem Halbwalmdach. Die südliche Hauptfassade umfasst acht unregelmässig verteilten Achsen. Das Gebäude steht zwischen einem Barockgarten im Süden und einem gepflasterten Innenhof im Norden, das Gelände ist von einer Steinmauer umgeben.                                          |
| ja   | Datei hochladen · Wikidata zu Reformierte Kirche (Q29652050)       | Reformierte Kirche / Temple KGS-Nr.: 00861                        | B    | G   | Rue du Temple 12 572005 / 225535       | Aus dem 10. oder 11. Jahrhundert stammendes Kirchengebäude im romanischen Stil. Ursprünglich dem Heiligen Himerius geweiht, wurde sie im 14., 17. und 18. Jahrhundert erweitert und schliesslich von 1933 bis 1936 durch Louis Bueche mit historisierenden Elementen umgebaut. Im Innern finden sich Wandmalereien aus der Zeit um 1400 und von 1642. |

## Übrige Baudenkmäler
Hinweis: Anstelle der KGS-Nummer wird als Objekt-Identifikator (ID) die Grundstücksnummer verwendet.
| ID   | Foto |                 | Objekt | Typ | Standort                                    | Beschreibung                          |
| ---- | ---- | --------------- | --- | --- | ------------------------------------------- | ------------------------------------- |
| 24   | BW   | Datei hochladen | Speicher (1670) / Grenier (1670)                                                                                | G   | Grand-Rue N.N. 572199 / 225194              | Abgegangen. Ist nicht mehr vorhanden. |
| 89   | BW   | Datei hochladen | Villa (1910) | G   | Grand-Rue 35 572000 / 225111                |                                       |
| 93   | BW   | Datei hochladen | Ehemalige Hammerschmiede (1617) / Ancien martinet (1617)                                                        | G   | Les Martinets 8 571978 / 225147             |                                       |
| 99   | BW   | Datei hochladen | Wohnhaus (um 1910) / Habitation (vers 1910)                                                                     | G   | Grand-Rue 41 572071 / 225186                |                                       |
| 102  | BW   | Datei hochladen | Wohnhaus (Mitte 19. Jh.) / Habitation (milieu 19ème s.)                                                         | G   | Le Moulin 2 572121 / 225245                 |                                       |
| 103  | BW   | Datei hochladen | Wohnhaus und ehemalige Bank (1874) / Habitation et ancienne banque (1874)                                       | G   | Grand-Rue 43 572145 / 225252                |                                       |
| 106  | BW   | Datei hochladen | Herrenhaus, Fabrikanten-Villa (1. Hälfte 19. Jh.) / Maison de maître, villa de fabricant (1ère moitié 19ème s.) | G   | Grand-Rue 49 572204 / 225306                |                                       |
| 106  | BW   | Datei hochladen | Ehemaliges Uhrmacheratelier (um 1910) / Ancien atelier d’horlogerie (vers 1910)                                 | G   | Grand-Rue 49a 572192 / 225350               |                                       |
| 118  | BW   | Datei hochladen | Wohnhaus (1718) / Habitation (1718)                                                                             | G   | Fleur de Lys 23 572119 / 225529             |                                       |
| 137  | BW   | Datei hochladen | Speicher (1705) / Grenier (1705)                                                                                | G   | La Tannerie 4a 572075 / 225512              |                                       |
| 144  | BW   | Datei hochladen | Herrenhaus (2. Hälfte 18. Jh.) / Maison de maître (2ème moitié 18ème s.)                                        | G   | Rue du Temple 8 572026 / 225587             |                                       |
| 145  | BW   | Datei hochladen | Reformiertes Pfarrhaus (1825/26) / Cure de la paroisse réformée (1825/26)                                       | G   | Les Ramées 1 572127 / 225573                |                                       |
| 170  | BW   | Datei hochladen | Speicher (1736) / Grenier (1736)                                                                                | G   | Le Pacot 4 572265 / 225557                  |                                       |
| 174  | BW   | Datei hochladen | Speicher (1703) / Grenier (1703)                                                                                | G   | Le Pacot 10 572322 / 225597                 |                                       |
| 188  | BW   | Datei hochladen | Ehemaliges Bauernhaus (1662) / Ancienne ferme (1662)                                                            | G   | Rue de la Préfecture 9 572277 / 225449      |                                       |
| 189  | BW   | Datei hochladen | Ehemaliges Bauernhaus (1767) / Ancienne ferme (1767)                                                            | G   | Rue de la Préfecture 11 572260 / 225439     |                                       |
| 197  | BW   | Datei hochladen | Ehemaliges Gefängnis (19. Jh.) / Ancienne prison (19ème s.)                                                     | G   | Rue de la Préfecture 2a, 2b 572397 / 225466 |                                       |
| 816  | BW   | Datei hochladen | Wasserzisterne (1598) / Citerne à eau (1598)                                                                    | G   | Le Piémont N.N. 571756 / 226715             |                                       |
| 819  | BW   | Datei hochladen | Ehemaliges Bauernhaus (1. Hälfte 17. Jh.) / Ancienne ferme (1ère moitié 17ème s.)                               | G   | Ancienne Bergerie 321 570326 / 226058       |                                       |
| 869  | BW   | Datei hochladen | Jurassischer Speicher (1687) / Grenier jurassien (1687)                                                         | G   | Combe au Curé N.N. 569450 / 227997          |                                       |
| 1331 | BW   | Datei hochladen | Speicher (1744) / Grenier (1744)                                                                                | G   | Le Tombet 10a 572306 / 225176               |                                       |